# 掘斷龍
掘斷龍是香港一個已經沒有使用的本土地名，根據文獻記載，可指以下兩個地方。
一個名為掘斷龍的地方位於上環街市附近。1851年，崇真會的韓山明牧師在該地向浸信會租賃了兩間破屋，設立客家話禮拜堂，舉行主日崇拜及一般聚會。
另一個則位於香港島灣仔鵝頸山與灣仔嶺之間的凹陷處，約為現時的活道。於20世紀初掘斷龍定義更沿著皇后大道東向西伸延至石水渠街一帶。